# Курт Дючке
Курт Дючке (нім. Kurt Dütschke; 15 жовтня 1892 — 21 травня 1955) — німецький військовий медик, контрадмірал медичної служби крігсмаріне.

## Біографія
В серпні 1914 року вступив на флот. Учасник Першої світової війни, служив у фортечному шпиталі Вільгельмсгафена, з вересня 1914 року — в 1-й морській санітарній роті, з грудня 1914 року — в 1-му морському піхотному полку, з січня 1915 року — у військово-морському лазареті, з березня 1915 року — в морському артилерійському дивізіону, з серпня 1915 року — в 2-му військово-морському лазареті, з жовтня 1915 року — в 1-му важкому корпусному артилерійському полку, з липня 1916 року — знову в фортечному шпиталі Вільгельмсгафена, з серпня 1916 року — на великому лінкорі «Райнланд», з листопада 1917 року і до кінця війни — на малому крейсері «Кенігсберг».
Після демобілізації армії залишений на флоті. З 1931 року — головний лікар військово-морського училища, училища торпед і зв'язку та військово-морського шпиталю в Фленсбурзі-Мюрвіку, з 1936 року — військово-морського шпиталю в Кілі-Віку. З 18 грудня 1939 по 20 грудня 1940 року — начальник санітарної служби флоту, одночасно з 10 липня 1940 року — начальник санітарного управління «Схід» при військово-морській станції «Остзе». З 1 лютого 1944 року — головний лікар військово-морського шпиталю Бедбурга-Гау.

## Нагороди
- Залізний хрест 2-го і 1-го класу
- Фландрійський хрест
- Воєнна медаль 1914/1918 Союзу Киффгойзера
- Почесний хрест ветерана війни з мечами
- Медаль «За вислугу років у Вермахті»
  - 4-го, 3-го і 2-го класу (18 років; 2 жовтня 1936)
  - 1-го класу (25 років)
- Почесний знак Німецького Червоного Хреста, хрест Заслуг
- Застібка до Залізного хреста 2-го класу
- Хрест Воєнних заслуг 2-го і 1-го класу з мечами
- Нагрудний знак флоту